# Mitochytridium regale
Mitochytridium regale är en svampart som beskrevs av Hassan 1986. Mitochytridium regale ingår i släktet Mitochytridium och familjen Endochytriaceae.   Inga underarter finns listade i Catalogue of Life.